# Fehérfarkú tündérkolibri
A fehérfarkú tündérkolibri (Urochroa bougueri) a madarak (Aves) osztályának a sarlósfecske-alakúak (Apodiformes) rendjéhez és a kolibrifélék (Trochilidae) családjához tartozó Urochroa nem egyetlen faja.
A magyar név forrással nincs megerősítve

## Előfordulása
Az Andok lejtőin Ecuador, Kolumbia és Peru területén honos. A természetes élőhelye szubtrópusi és trópusi síkvidéki és hegyi esőerdők és cserjések, valamint erősen leromlott egykori erdők.

## Alfajai
- Urochroa bougueri bougueri (Bourcier, 1851)
- Urochroa bougueri leucura Lawrence, 1864

## Megjelenése
Átlagos testtömege 8.85 gramm.